# László Benedek
László Benedek (Budapeste, 5 de março de 1905 – Nova Iorque, 11 de março de 1992) foi um diretor de cinema húngaro que fez carreira nos Estados Unidos da América, embora nascido na Hungria.

## Biografia
Benedek iniciou sua formação cinematográfica na Alemanha como assistente de câmera, mas transferiu-se para Hollywood em 1939.
Trabalhou como montador por vários anos e estreou na direção em 1948 com Beijou-me um Bandido (The Kissing Bandit) com Frank Sinatra.
Seus maiores sucessos foram o clássico O Selvagem (The Wild One) com Marlon Brando em 1953 e a adaptação para o cinema de A Morte do Caixeiro Viajante (Death of a Salesman), de Arthur Miller, com Fredric March.